# Omar Bravo
Omar Bravo Tordecillas (Los Mochis, 4 marzo 1980) è un ex calciatore messicano, di ruolo attaccante.

## Carriera

### Club
Noto per la velocità, il controllo di palla e l'abilità nel contropiede, è cresciuto nelle giovanili del Chivas e ha debuttato in prima squadra il 17 febbraio 2001 contro il Tigres. Dopo aver giocato per tre stagioni come riserva, Bravo è divenuto titolare durante il campionato di Apertura del 2002, giocando 15 partite e segnando 6 gol. Da allora è titolare fisso, giocandovi 177 partite e segnando 62 gol. Prima di diventare calciatore era un pugile dilettante.
Il 22 maggio 2008 è stato ufficializzato il suo passaggio in Spagna tra le file del Deportivo la Coruña. Nel gennaio 2009 è stato girato in prestito ai messicani del Tigres. Fa ritorno al Guadalajara nell'estate del 2009.
L'8 agosto 2010 è stato annunciato il suo ingaggio a partire dal 2011 da parte dello Sporting Kansas City come primo designated player della squadra; al debutto nella MLS contro il Chivas USA ha segnato una doppietta, venendo scelto come Player of the Week dalla North American Soccer Reporters per la prima giornata.
A dicembre 2011 Omar Bravo firma un contratto con i messicani del Cruz Azul, ma dopo solo un anno di permanenza nel club, con soli 6 goal segnati, il 3 dicembre 2012 viene annunciato che il giocatore è inserito nella lista dei trasferibili della squadra. Il 20 dicembre viene dunque notificato il suo passaggio in prestito con diritto di riscatto all'Atlas. In merito alla sua esperienza con il Cruz Azul, Bravo ha commentato così all'indomani della cessione: "Quando sono arrivato le aspettative su di me erano molte, è sempre stato così e il fatto che io non le abbia corrisposte, personalmente lo considero un fallimento".
Il 12 agosto 2015 Bravo mette a segno il suo 123º gol con il Chivas, consacrandosi così come il massimo goleador della storia del Chivas durante il campionato, superando lo storico Salvador Reyes. Il 26 settembre 2015, con una doppietta messa a segno contro gli storici rivali dell'América (derby finito poi 2-1), raggiunge un altro primato: il massimo goleador in tutta la storia del Chivas in ogni competizione, con 155 reti (sempre superando Salvador Reyes a quota 154).
A fine stagione 2016 Bravo vanta 433 presenze con il Chivas e 159 reti.

### Nazionale
Ha giocato in svariate nazionali giovanili messicane e ha fatto parte della nazionale maggiore.
È stato l'attaccante titolare alle Olimpiadi di Atene, durante le quali ha realizzato due gol. Ha debuttato in nazionale maggiore il 19 marzo 2003, contro la Bolivia sostituendo il veterano Jesús Arellano infortunato; da allora si è affermato come uno dei migliori attaccanti messicani.
L'11 giugno 2006 ha giocato la sua prima partita ai Mondiali: nell'occasione ha segnato una doppietta che ha permesso alla sua squadra di superare l'Iran per 3-1 ed è stato nominato Man of the Match. Nella partita persa per 1-2 contro il Portogallo, poi, ha fallito un calcio di rigore.